# ویکتور آیبک
ویکتور آیبک (کرواتی: Viktor Ajbek; ۹ سپتامبر ۱۹۲۰ – ۳ فوریهٔ ۱۹۹۳) بازیکن فوتبال اهل کرواسی بود.

از باشگاه‌هایی که در آن بازی کرده‌است می‌توان به باشگاه فوتبال کنکوردیا اشاره کرد.
وی همچنین در تیم ملی فوتبال کرواسی بازی کرده‌است.